# Acacia x hanburyana
Acacia x hanburyana é uma espécie de leguminosa do gênero Acacia, pertencente à família Fabaceae.